# Rose & Blood (Indies of X)
Rose & Blood [Indies of X] è una raccolta di demo degli X Japan. La traccia numero 1 e la traccia numero 8 (Introduction e End of The World) sono versioni demo della canzone Art of Life, uscita nel 1993.
Le canzoni Shadows, Black Devil e Not true? sono le prime versioni delle canzoni Joker, Desperate Angel e Miscast, pubblicate nel 1991 nell'album Jealousy.
Le rimanenti canzoni sono brani inediti del periodo indie della band.

## Tracce
1. Introduction - 1:25 (YOSHIKI)
2. Dangerous Zone - 6:31 (HIDE)
3. Shadows - 4:42 (HIDE)
4. Light Breeze - 4:57 (TAIJI)
5. Rose and Blood - 5:35 (TAIJI)
6. Black Devil - 6:16 (TOSHI - TAIJI)
7. Not true? - 4:53 (HIDE)
8. End of The World - 21:33 (YOSHIKI)

## Formazione
- Toshi - voce
- Taiji - basso
- Pata - chitarra
- Hide - chitarra
- Yoshiki - batteria e pianoforte